# Пустельники (Житомирський район)
Пусте́льники — село в Україні, в Житомирському районі Житомирської області. Входить до складу Попільнянської селищної громади Населення становить 92 осіб (2001).

## Географія
Село розташоване на лівому березі річки Ірпінь.

## Історія
У 1923—54 роках — адміністративний центр Пустельницької сільської ради Корнинського району.